# Josep Auqué Masquef
Josep Auqué Masquef (Reus 4 de maig de 1877 - 15 de juny de 1963) va ser un escultor català.
Era fill de l'escultor i picapedrer Agustí Auqué Figueres, de Reus, i de Carme Masquef Nogas de la Selva del Camp. Va treballar amb el seu pare des de petit al taller que aquell tenia al carrer de sant Pere d'Alcàntara (avui de Llovera), a Reus. Es va donar a conèixer, segons diu el diari Lo Somatent, l'any 1901, quan va tallar en marbre blanc un Sant Crist per al cementiri de Lleida. Les escultures que es coneixen d'ell, totes en marbre, tenen una temàtica funerària, i va treballar per les més riques famílies reusenques i d'altres pobles i ciutats. L'any 1903 el Semanario Católico de Reus explica que per la sepultura de la família Gras, Josep Auqué ha tallat la imatge d'un àngel en marbre blanc. El periòdic Foment diu que l'any 1923 va esculpir un altre Sant Crist en marbre de Carrara. L'any 1928 va esculpir, també en marbre, una figura humana de mida natural per la capella de la família Llopis. Va fer a més algunes figures pels cementiris de Maldà i de Roda de Berà.
A la postguerra, durant el franquisme, va esculpir diverses creus monumentals per recordar els morts dels vencedors de la guerra a petició dels ajuntaments d'alguns pobles propers a Reus. L'any 1941 va fer un altar de marbre d'estil gòtic, profusament decorat per l'església de Tivissa. Un dels seus últims treballs va ser una imatge del Sagrat Cor.
Era d'ideologia catòlica conservadora i va militar al partit Carlí. S'havia presentat, sense èxit a algunes llistes per les eleccions municipals. Va col·laborar de jove al Semanario Católico de Reus, i va participar en algunes exposicions col·lectives al Centre de Lectura.